# Hatem Ghoula
Hatem Ghoula (arabisch حاتم غولة Hatim Ghula, DMG Ḥātim Ġūla; * 7. Juni 1973 in Paris) ist ein tunesischer Leichtathlet, der bei den Leichtathletik-Weltmeisterschaften 2007 in Osaka Bronze über 20 km Gehen gewann.

## Allgemeines
Der dritte Platz bei den Weltmeisterschaften 2007 war die erste WM-Medaille für Tunesien. Seit Mohamed Gammoudi bei den Olympischen Spielen 1972 Silber im 5000-Meter-Lauf gewonnen hatte, konnte kein tunesischer Leichtathlet bei weltweiten Veranstaltungen eine Medaille gewinnen. Ghoula ist 1,78 m groß und hat ein Wettkampfgewicht von 70 kg.

## Erfolge
| Jahr | Erfolge                                                |
| ---- | ------------------------------------------------------ |
| 1993 | 32. Platz Weltmeisterschaften (20 km Gehen: 1:33:24 h) |
| 1995 | 30. Platz Weltmeisterschaften (20 km Gehen: 1:32:17 h) |
| 1997 | 9. Platz Weltmeisterschaften (20 km Gehen: 1:23:49 h)  |
| 1999 | 16. Platz Weltmeisterschaften (20 km Gehen: 1:28:36 h) |
| 2000 | 36. Platz Olympische Spiele (20 km Gehen: 1:28:16 h)   |
| 2001 | 10. Platz Weltmeisterschaften (20 km Gehen: 1:23:14 h) |
| 2002 | Afrikameister (20 km Gehen: 1:26:42 h)                 |
| 2003 | 1. Platz Afrikaspiele (20 km Gehen: 1:30:32 h)         |
| 2003 | 14. Platz Weltmeisterschaften (20 km Gehen: 1:21:12 h) |
| 2004 | 11. Platz Olympische Spiele (20 km Gehen: 1:22:59 h)   |
| 2005 | 5. Platz Weltmeisterschaften (20 km Gehen: 1:20:19 h)  |
| 2006 | Vizeafrikameister (20 km Gehen: 1:25:02 h)             |
| 2007 | 1. Platz Afrikaspiele (20 km Gehen: 1:22:33 h)         |
| 2007 | 3. Platz Weltmeisterschaften (20 km Gehen: 1:22:40 h)  |
| 2008 | 11. Platz Weltcup (20 km Gehen: 1:19:54 h)             |

## Persönliche Bestleistungen
| Disziplin   | Leistung  | Datum           | Ort                            |
| ----------- | --------- | --------------- | ------------------------------ |
| 10 km Gehen | 39:19 min | 23. August 2003 | Paris, Frankreich              |
| 20 km Gehen | 1:19:02 h | 10. Mai 1997    | Eisenhüttenstadt, Deutschland  |
| 50 km Gehen | 3:58:44 h | 4. März 2007    | Santa Eulària des Riu, Spanien |

## Leistungsentwicklung
| Jahr | 20 km Gehen (in Stunden) |
| ---- | ------------------------ |
| 1993 | 1:33:24                  |
| 1994 | -                        |
| 1995 | 1:20:37                  |
| 1996 | -                        |
| 1997 | 1:19:02                  |
| 1998 | -                        |
| 1999 | 1:19:46                  |
| 2000 | 1:25:38                  |
| 2001 | 1:21:41                  |
| 2002 | 1:23:49                  |
| 2003 | 1:21:12                  |
| 2004 | 1:20:38                  |
| 2005 | 1:20:19                  |
| 2006 | 1:19:36                  |
| 2007 | 1:20:40                  |
| 2008 | 1:19:54                  |